# Miłość z 5-tej Alei
Falling Up (w Australii film wydano pt. The Golden Door) – amerykański film fabularny (komedia romantyczna) z 2009 roku.
W Polsce film pod tytułem Miłość z 5-tej Alei dnia 31 grudnia 2009 r. wyemitowała stacja TV Puls.

## Fabuła
Młody student Henry (Joseph Cross), zmuszony jest przerwać naukę z powodu kiepskiej sytuacji finansowej jego rodziny po śmierci ojca. Decyduje się na pracę jako portier w ekskluzywnej kamienicy, przy 5-tej Alei. Wraz ze swoim współpracownikiem Raulem (Snoop Dogg), Henry poznaje sekrety życia wyższych sfer. Pewnego dnia chłopak poznaje piękną Scarlett (Sarah Roemer). Nawiązuje się między nimi romans, który nie podoba się matce Scarlett.

## Obsada
- Joseph Cross jako Henry O’Shea
- Sarah Roemer jako Scarlett Dowling
- Snoop Dogg jako Raul
- Rachael Leigh Cook jako Caitlin O’Shea
- Claudette Lali jako Mercedes
- Joe Pantoliano jako George
- Mimi Rogers jako Meredith
- Annette O’Toole jako Grace O’Shea
- Samuel Page jako Buck